# Balasto

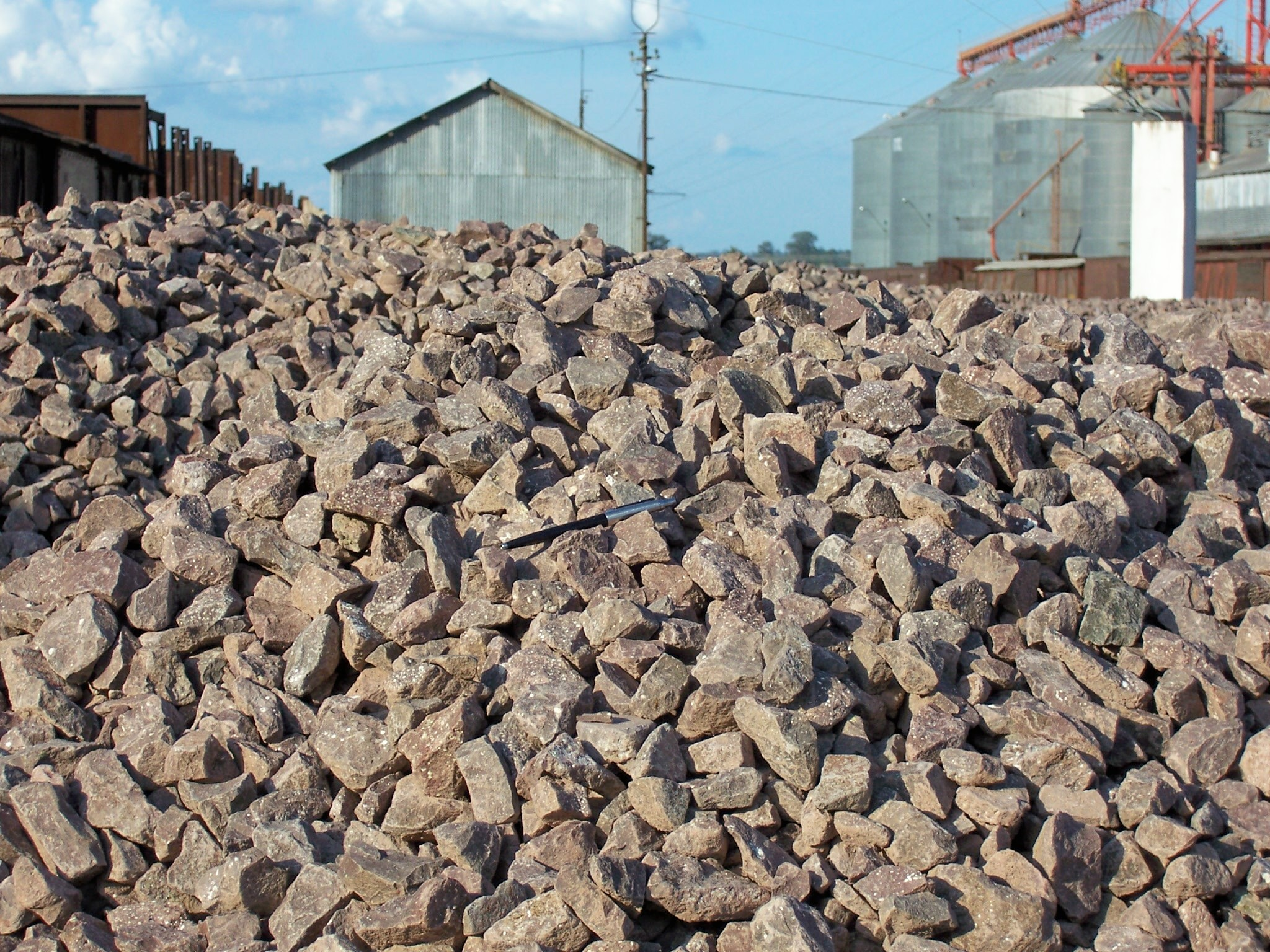
Acopio de balasto triturado procedente de la Cantera Batoví, Tacuarembó, Uruguay.

El balasto (o balatro) es un tipo de árido de una granulometría variable entre 40 y 150 mm aproximadamente. Su utilización va desde la construcción hasta aplicaciones industriales. Un uso extendido internacionalmente es en la construcción de vías férreas.

## Etimología
Balasto deriva de la palabra inglesa ballast ("lastre"), utilizada para designar el material empleado antiguamente como lastre en las embarcaciones.

## Funciones
El balasto se utiliza generalmente como base de pavimentaciones, tanto de pavimentos continuos como el aglomerado de pavimentos por piezas, tal como el adoquinado.
De manera similar, el balasto de vía cumple la función de aportar estabilidad a la vía férrea, haciendo que permanezca con la geometría dada durante su construcción. Adicionalmente cumple otras tres funciones importantes: distribuye las presiones que trasmite la vía al terreno, haciendo que sean admisibles para este, ofrece una muy buena amortiguación de las vibraciones que genera el convoy al deslizarse sobre los raíles y permite un buen drenaje de las aguas pluviales, evitando que se deteriore el conjunto.
Su uso en líneas de alta velocidad es poco frecuente, ya que a altas velocidades es frecuente que los granos que lo componen se desprendan (fenómeno conocido como vuelo de balasto), pudiendo dañar componentes críticos del tren. Esto hace que en la construcción de este tipo de líneas se prefiera construir una plataforma de hormigón, mucho más cara, pero mucho más fiable. Como solución, también se han desarrollado traviesas con una forma aerodinámica especial para evitar este tipo de desprendimientos.

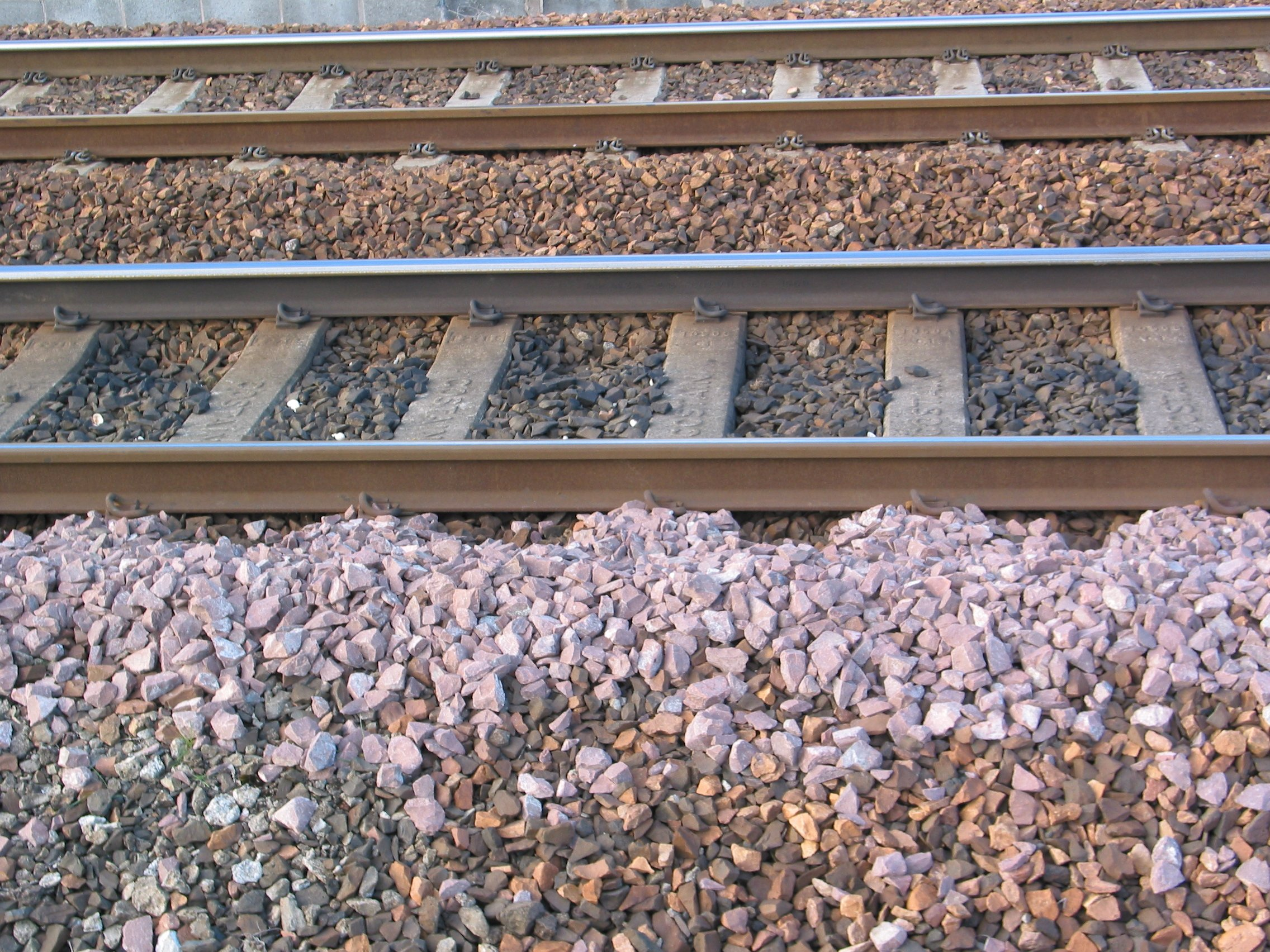
Balasto depositado en las vías.

## Obtención
Se obtiene por trituración de rocas sanas y debe cumplir ciertas especificaciones en cuanto a calidad del material madre y en su granulometría. Se transporta en camiones hasta donde puede ser cargado en trenes especiales con tolvas que permiten su descarga en la vía.

## Especificaciones típicas

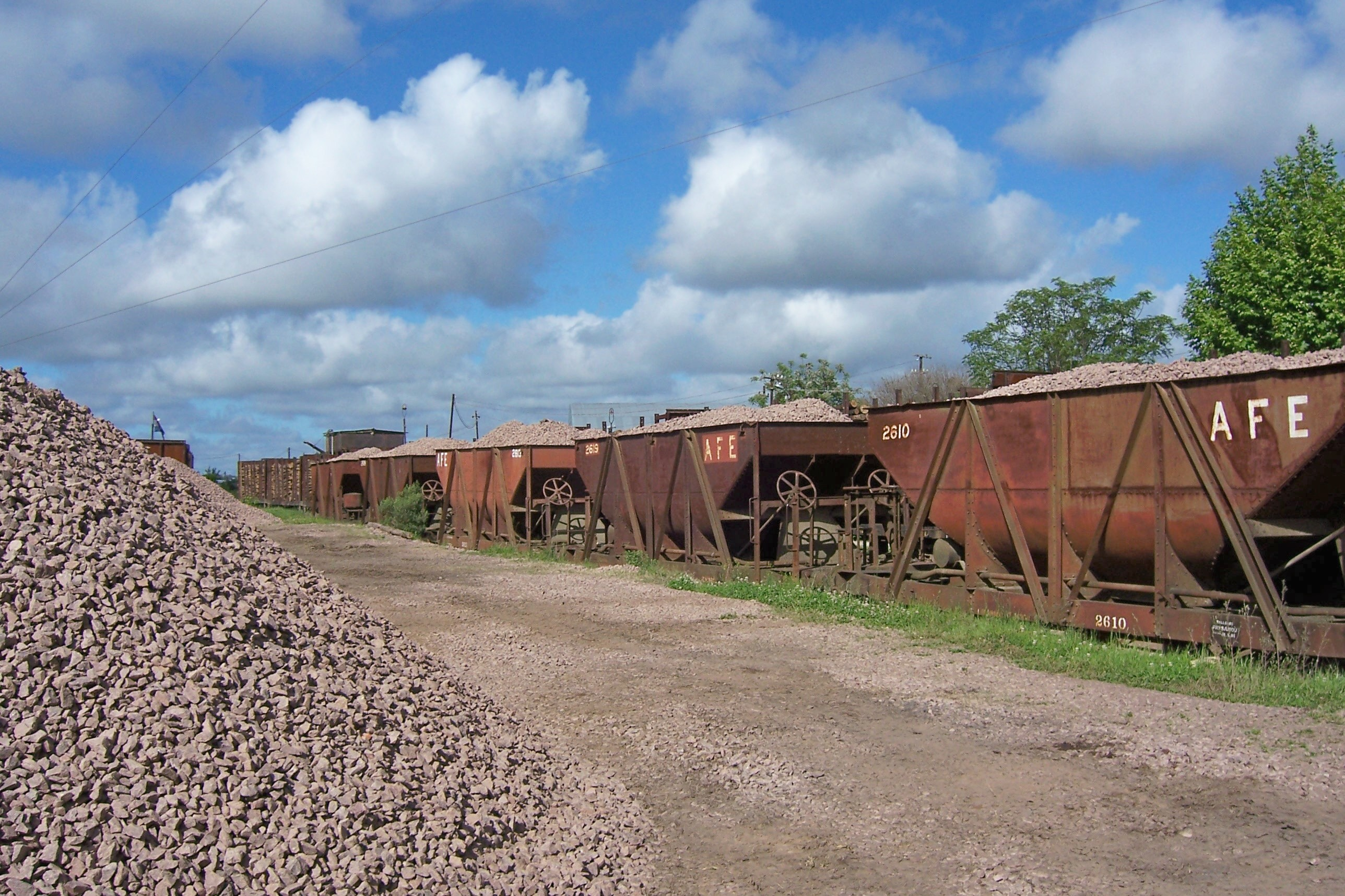
Tolvas para transporte de balasto.

### Ensayo de Desgaste (Los Ángeles)
El porcentaje de desgaste de la piedra partida ensayada por el procedimiento de Los Ángeles (Norma ASTM C535, Degradación por abrasión de Agregados Grandes, gradación F), no será mayor del 22% como porcentaje máximo admisible.

### Ensayo de Durabilidad (Deval)
Para los materiales de origen basáltico se exige una degradación inferior a 65% cuando se ensaye en solución de dimetil sulfóxido. Para el resto de los materiales se exige una degradación inferior al 12 % cuando se ensaye en solución de sulfato de sodio.

### Granulometría

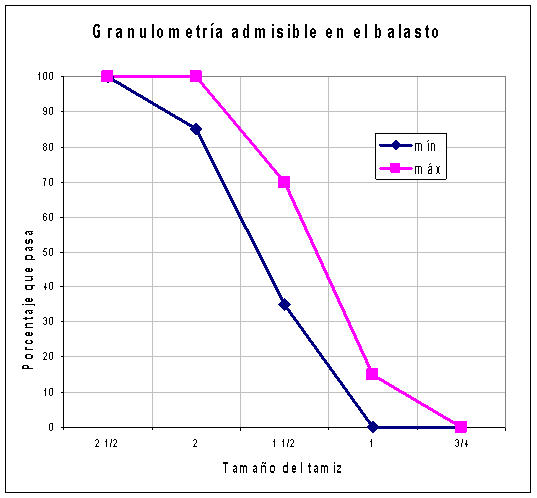
Granulometría admisible según norma del ferrocarril uruguayo.

La granulometría debe permitir el drenaje de la formación y debe proporcionar una trabazón adecuada entre partículas, de forma que se mantenga la estabilidad de la vía.